# Tullio Caviglia
Tullio Ermanno Pasquale Caviglia (Genova, 23 aprile 1899 – ...) è stato un calciatore italiano, di ruolo terzino.

## Carriera
Squalificato per la stagione 1919-1920 per aver firmato due cartellini con l'Andrea Doria ed il Grifone Giovani Calciatori, passa quella successiva al Genoa.
Nella stagione 1920-21 gioca un solo incontro con i rossoblu, ovvero la sconfitta casalinga con la Sampierdarenese per 1-0.
Con il Grifone raggiunse il secondo posto del girone semifinale A della Prima Categoria 1920-1921.